# Буфало (Вајоминг)
Буфало (енгл. Buffalo) град је у америчкој савезној држави Вајоминг.

## Демографија
По попису из 2010. године број становника је 4.585, што је 685 (17,6%) становника више него 2000. године.
| Група             | 2000.         | 2010.         |
| Белци             | 3.715 (95,3%) | 4.279 (93,3%) |
| Афроамериканци    | 4 (0,1%)      | 12 (0,3%)     |
| Азијати           | 2 (0,1%)      | 30 (0,7%)     |
| Хиспаноамериканци | 71 (1,8%)     | 159 (3,5%)    |
| Укупно            | 3.900         | 4.585         |